# Liste der Monuments historiques in La Bruffière
Die Liste der Monuments historiques in La Bruffière führt die Monuments historiques in der französischen Gemeinde La Bruffière auf.

## Liste der Bauwerke
| Bezeichnung             | Beschreibung                       | Standort | Kennzeichnung | Schutzstatus | Datum | Bild           |
| ----------------------- | ---------------------------------- | -------- | ------------- | ------------ | ----- | -------------- |
| Château de l’Echasserie | Schloss, erbaut im 15. Jahrhundert | (Lage)   | PA00110061    | Inscrit      | 1971  | weitere Bilder |
| Kirche Ste-Radegonde    | Erbaut 1886                        | (Lage)   | PA85000027    | Inscrit      | 2007  | weitere Bilder |